# كونور برانسون
كونور برانسون (بالإنجليزية: Conor Branson)‏ هو لاعب كرة قدم بريطاني، ولد في 14 نوفمبر 1991 في Pontefract ‏ في المملكة المتحدة. لعب مع بيتسبورغ ريفرهوندز ونادي بارنسلي.

## وصلات خارجية
- كونور برانسون على موقع قاعدة بيانات كرة القدم.إي يو (الإنجليزية)
- كونور برانسون على موقع Soccerway.com (الإنجليزية)